# Dagen stillnar, kvällen nalkas
Dagen stillnar, kvällen nalkas är en sång med text av Doris N Rendell och musik från 1898 av Grant Colfax Tullar. 1987 översattes sången till svenska av Ingegärd Wickberg.

## Publicerad i
- Frälsningsarméns sångbok 1990 som nr 453 under rubriken "Ordet och bönen".